# Paranerita columbiana
Paranerita columbiana là một loài bướm đêm thuộc phân họ Arctiinae, họ Erebidae.